# Tmesisternus replicatus
Tmesisternus replicatus là một loài bọ cánh cứng trong họ Cerambycidae.